# Suimanga de Palestina
El suimanga de Palestinao suimanga palestina (Cinnyris osea) és una espècie d'ocell de la família dels nectarínids (Nectariniidae) que habita sabanes espinoses de la Península del Sinaí, Palestina, Jordània, Israel, sud i oest de la Península Aràbiga, centre del Sudan i Sudan del Sud.
L'any 2015, l'Autoritat Nacional Palestina va adoptar l'espècie com a símbol nacional del país.

## Comportament
Construeix nius en forma de bossa penjat a les branques d'arbres i arbustos. El niu sol fer uns 18 cm de llarg i 8 cm d'ample a la base. Està fet de fulles, herba i altres materials vegetals lligats amb cabells i teranyines i folrat amb llana i plomes.
Pon ous de tons blancs o grisos. La incubació dura entre 13 i 14 dies i les cries triguen entre 14 i 21 dies a desenvolupar-se.
La seva dieta és principalment d'insectes i nèctar. La seva llengua és llarga, tubular i amb punta en forma de pinzell per extreure nèctar de les flors.